# Xérophtalmie
 Mise en garde médicale
La xérophtalmie est la conséquence d'un état de sécheresse oculaire avec atrophie de la conjonctive bulbaire entraînant l'opacité de la cornée, la perte plus ou moins complète de la vision et parfois aboutissant à la kératomalacie (on peut également parler de kératinisation de la cornée).
Cette maladie est due à une carence en vitamine A ou à d'autres causes plus rares (syndrome de Sjögren).
Elle peut être très bien prise en charge si elle est diagnostiquée assez tôt. De ce fait, elle est relativement rare dans les pays développés, alors qu'elle touche beaucoup plus de personnes en Afrique par exemple.